# Mazda 121
Mazda 121 byl malý osobní automobil vyráběný japonskou automobilkou Mazda mezi lety 1988 a 2003. Jednalo se o různé modely automobilů exportované do Evropy pod tímto jménem.

## 121 DA

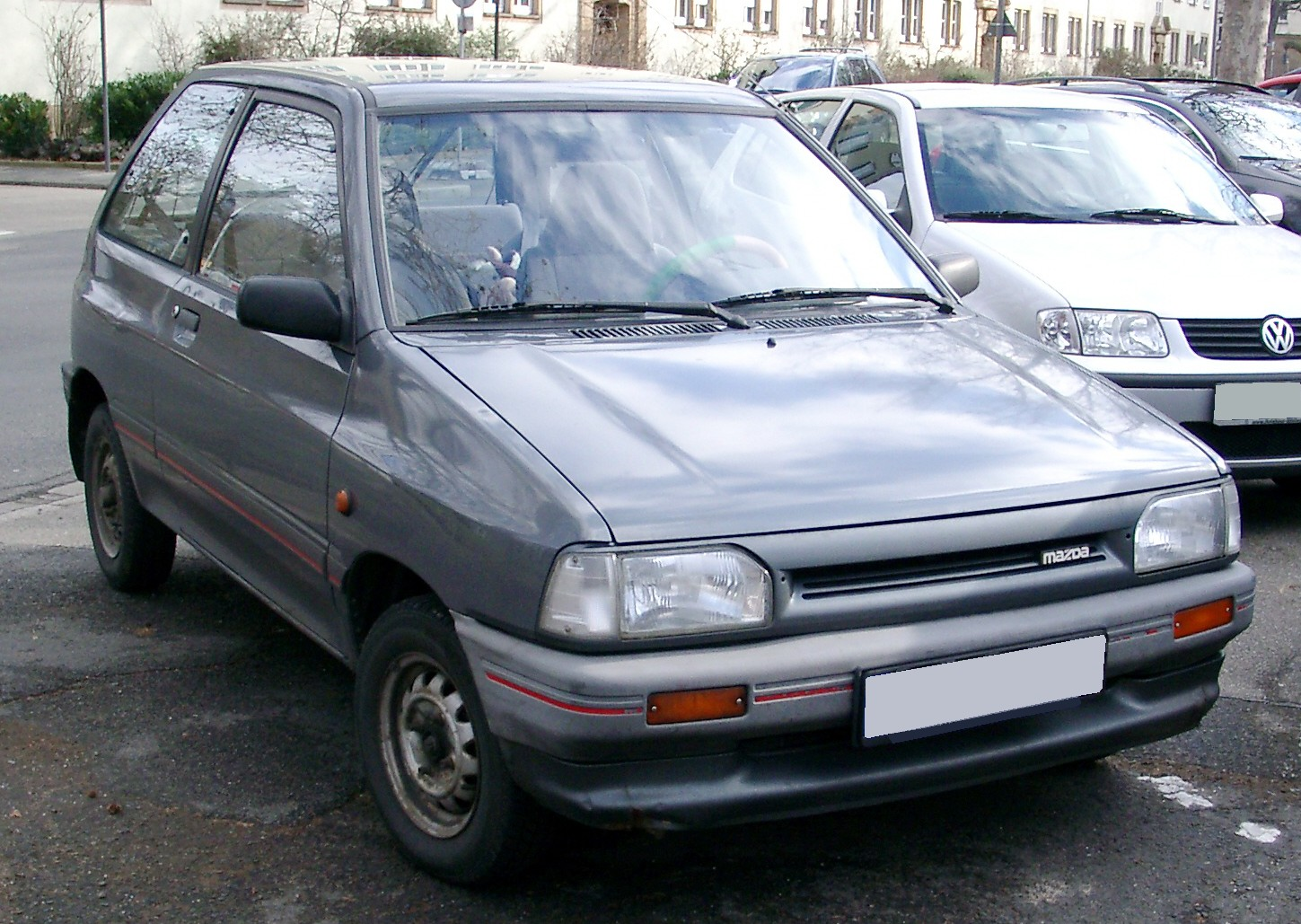
Mazda 121 DA

Mazda 121 byla v Evropě představena roku 1987, vůz byl ale vyráběn již od roku 1985 jihokorejskou automobilkou Kia jako Ford Festiva, Mazda Festiva nebo Kia Pride. Jeho výroba byla ukončena roku 1991.
Vybavení Mazdy 121 bylo poměrně chudé (nebyl posilovač řízení či elektrické ovládání oken), zákazníky si však získal kvůli dobře navrženému prostoru uvnitř vozu. Přes své kompaktní rozměry bylo dost místa i na zadních sedadlech. Toho bylo dosaženo díky posuvným zadním sedadlům, které se uzpůsobovaly velikosti cestujících i velikosti zavazadlového prostoru.
Mazda 121 DA byla k dispozici i se skládací plátěnou střechou.

### Motory
- 1,2 – 1139 cm³, 40 kW (1989–1990)
- 1,4 – 1324 cm³, 40 kW (1990–1991)
- 1,4 – 1324 cm³, 44 kW (do 1990)

## 121 DB

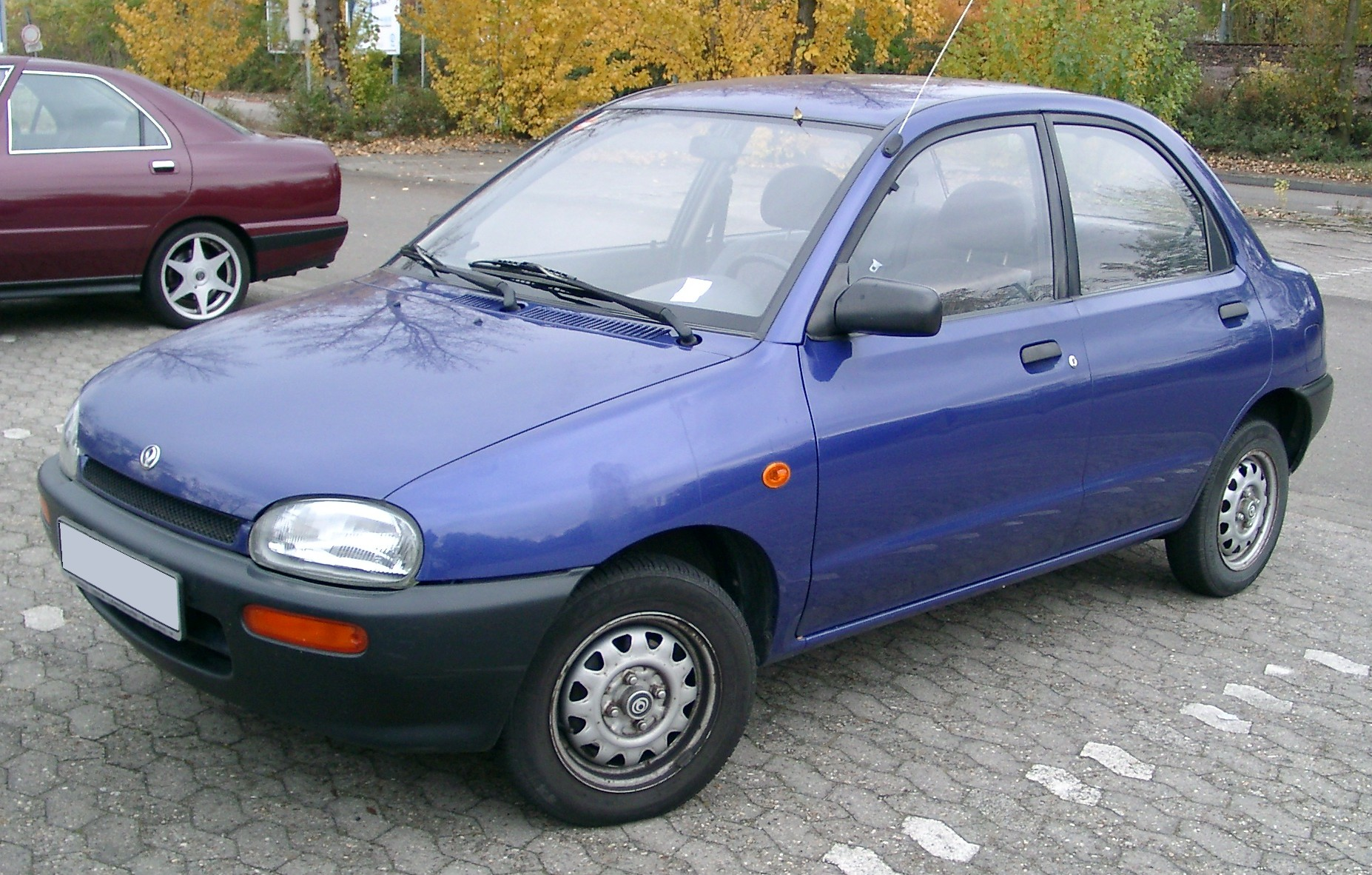
Mazda 121 DB

Mazda 121 DB, která byla vyráběna od roku 1991 do roku 1996, byla vyvíjena v Mazdě. Nebyl to hatchback, jako ostatní generace tohoto vozu, ale sedan. Pro kulatou karoserii se vozu přezdívalo „vejce“ nebo „bubble car“ („bublinové auto“). Podle projektu neměl mít žádné hrany, což se nakonec z velké části podařilo.
Na rozdíl od předchozí generace, výbava byla mnohem lepší. Existovaly verze s elektrickým stahováním oken, s klimatizací a s centrálním zamykáním. Ve výrobě byl i vůz s plátěnou střechou, stejně jako dříve.

### Motory
- 1,4 16V – 1324 cm³, 39 kW, splňuje emisní normy Euro 1
- 1,4 16V – 1324 cm³, 54 kW, splňuje emisní normy Euro 1

## 121 JASM/121 JBSM

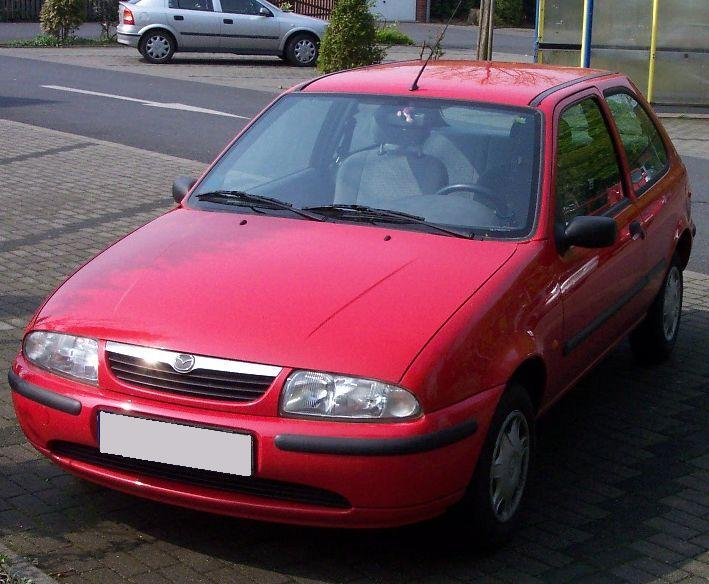
Mazda 121 JBSM

Od roku 1996 Mazda vyráběla model 121 JASM (pětidveřový) nebo 121 JBSM (třídveřový), jednalo se opět o společný vývoj s Fordem. Byl to de facto Ford Fiesta čtvrté generace. Jedinými rozdíly bylo logo automobilky, mřížka chladiče a ozdobná plastová lišta na zadní části vozu. Technicky jsou vozy zcela identické.
Roku 2001 prošla Mazda 121 faceliftem ale změny nebyly moc výrazné.
Oproti Fiestě nezaznamenala příliš velký obchodní úspěch, nakonec ji roku 2003 nahradila Mazda2.

### Motory
- 1.3 – 1299 cm³, 37 kW
- 1.3 – 1299 cm³, 44 kW
- 1.2 16V – 1242 cm³, 55 kW
- 1.8D – 1753 cm³, 44 kW
- 1.8TD – 1753 cm³, 55 kW